# جوش فريمان
جوش فريمان (بالإنجليزية: Josh Freeman)‏ (و. 1988  م) هو لاعب كرة قدم أمريكية، من الولايات المتحدة، ولد في كانزاس سيتي، ميزوري، يلعب كظهير ربعي.